# Los Hoteles
Los Hoteles és un barri de la ciutat de Santa Cruz de Tenerife (Canàries, Espanya), que s'enquadra administrativament dins del districte de Centro-Ifara.
El nom de Los Hoteles no fa referència a la presència d'instal·lacions hoteleres, sinó a l'abundància de cases unifamiliars relativament aïllades de les confrontants.
El barri destaca per posseir mostres d'arquitectura eclèctica i historicista de finals del segle xix fins a mitjans del segle xx, el que li ha valgut a gran part del barri l'estar catalogat com Bé d'interès cultural (BIC) sota la figura del Conjunt Històric anomenat Barri de Los Hoteles-Pino de Oro.

## Característiques
Es tracta d'un petit barri de 0,14 km² que forma part integral de la trama urbana de la ciutat. Està situat a gairebé 1 quilòmetre del centre i a una altitud mitjana de 46 msnm.
El barri forma pràcticament un quadrilàter irregular entre la rambla de Santa Cruz i el carrer de Méndez Núñez, d'una banda, i els carrers de Robayna i Numància, per un altre, amb centre en la plaça de 25 de Julio. També abasta les pomes entre la Rambla de Santa Cruz i el carrer de María Cristina, així com les situades entre l'avinguda del Veinticinco de Julio, la rambla de Poliment i el carrer de Jesús i María.
Los Hoteles compta amb els centres educatius Universitat de la Tercera Edat, l'Acadèmia de Seguretat Local i el Col·legi Hispà Inglés, les esglésies de Sant Jordi i de La nostra Senyora de la Salut, diverses farmàcies i oficines bancàries, i una oficina de Correus. Aquí es localitza la plaça del Veinticinco de Julio, coneguda popularment com a plaça de Los Patos.
Al barri es localitzen a més la subdelegació del Govern i l'edifici de l'ajuntament de Santa Cruz de Tenerife, així com la Capitania General del Govern de Canàries, la 5ª Subinspecció General de l'Exèrcit, la Delegació de Defensa a Canàries, la Subdelegació de Defensa a Santa Cruz de Tenerife i la Conselleria de Sanitat i Consum. També es troben aquí la seu de la Policia Nacional en Santa Cruz, el Consolat Honorari de la República Eslovaca, el Banc d'Espanya i l'Hotel Colón Rambla.

## Història
Aquest barri va sorgir durant l'eixample de la ciutat al segle xix, concebut com un conjunt residencial en el traçat del qual es va seguir la tipologia urbana de ciutat jardí. La rapidesa i uniformitat de la seva construcció, escomesa en les últimes dècades d'aquell segle, va afavorir la creació d'un conjunt homogeni d'habitatges. Aquí es pot rastrejar l'arquitectura d'autors com Mariano Estanga, Manuel de Cámara y Cruz, Antonio Pintor, Domingo Pisaca, José Blasco, José Enrique Marrero Regalado i Miguel Martín-Fernández de la Torre.
El barri va acollir a principis del segle xx als rics propietaris de plataneres residents a la capital i, sobretot, a la nova burgesia de negocis que controlava el tràfic mercantil del port, especialment els estrangers. El barri va acabar per ser la zona residencial de la classe política de Santa Cruz,i de molts dels cognoms de signatures comercials i gran part dels professionals.

## Demografia
| Any       | 2005 | 2006 | 2007 | 2008 | 2009 | 2010 |
| --------- | ---- | ---- | ---- | ---- | ---- | ---- |
| Habitants | 4224 | 1687 | 1686 | 1705 | 1710 | 1724 |

## Transport públic
Amb autobús queda connectat mitjançant les següents línies de Titsa:
| Línia | Trajecte                                                                           | Recorregut  |
| ----- | ---------------------------------------------------------------------------------- | ----------- |
| 903   | Bº La Alegría - Muelle Norte - Ramblas - Chamberí - Cementerio - Moraditas de Taco | Recorregut. |
| 905   | Muelle Norte - Barrio de Ofra                                                      | Recorregut. |
| 911   | Muelle Norte - Ramblas - Cruz del Señor - Barrio de La Salud - Cuesta Piedra       | Recorregut. |
| 912   | Intercambiador - Ifara - Los Campitos                                              | Recorregut. |
| 921   | Intercambiador - Avenida Reyes Católicos - Intercambiador                          | Recorregut. |

## Llocs d'interès

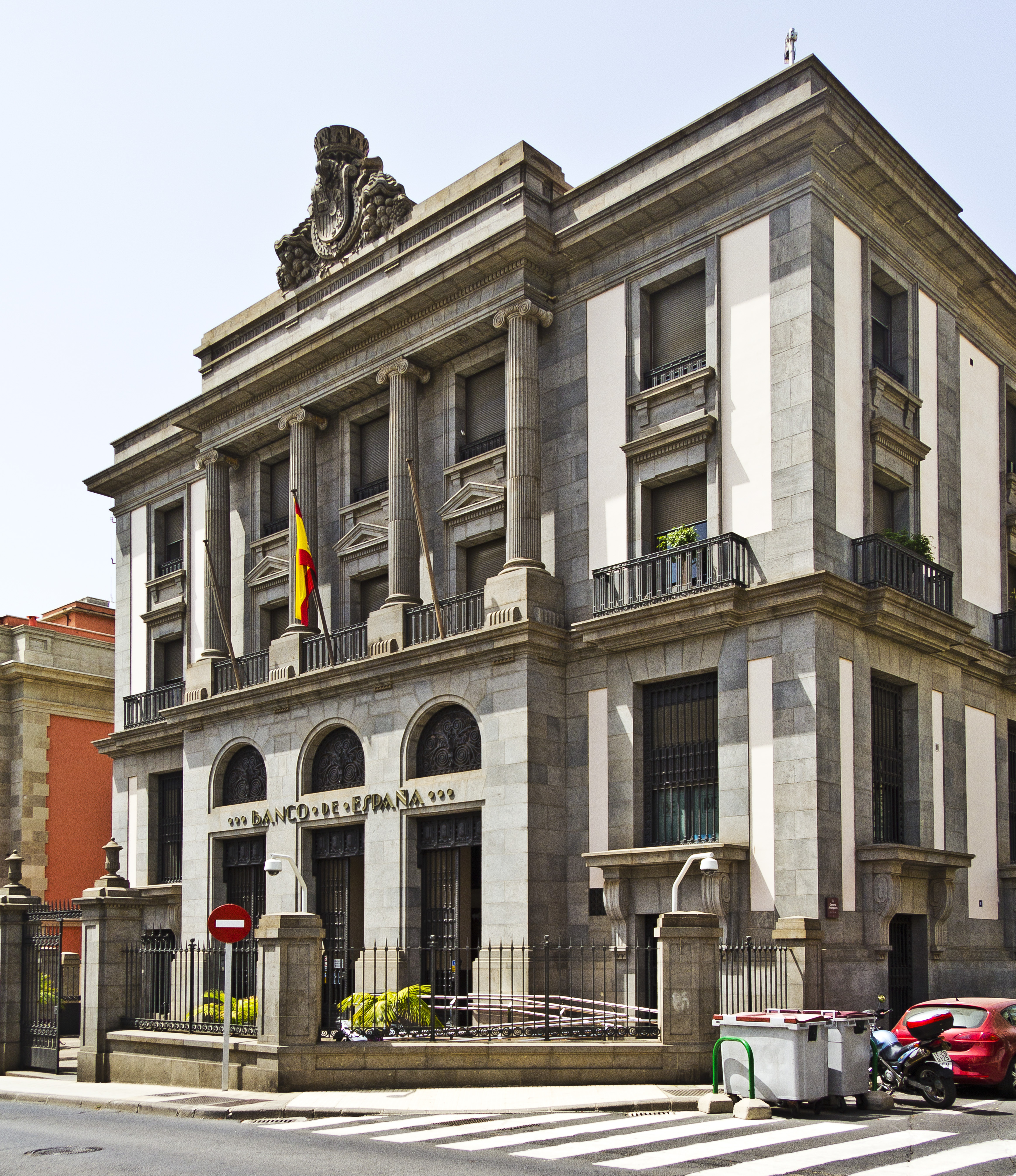
Edifici del Banc d'Espanya.

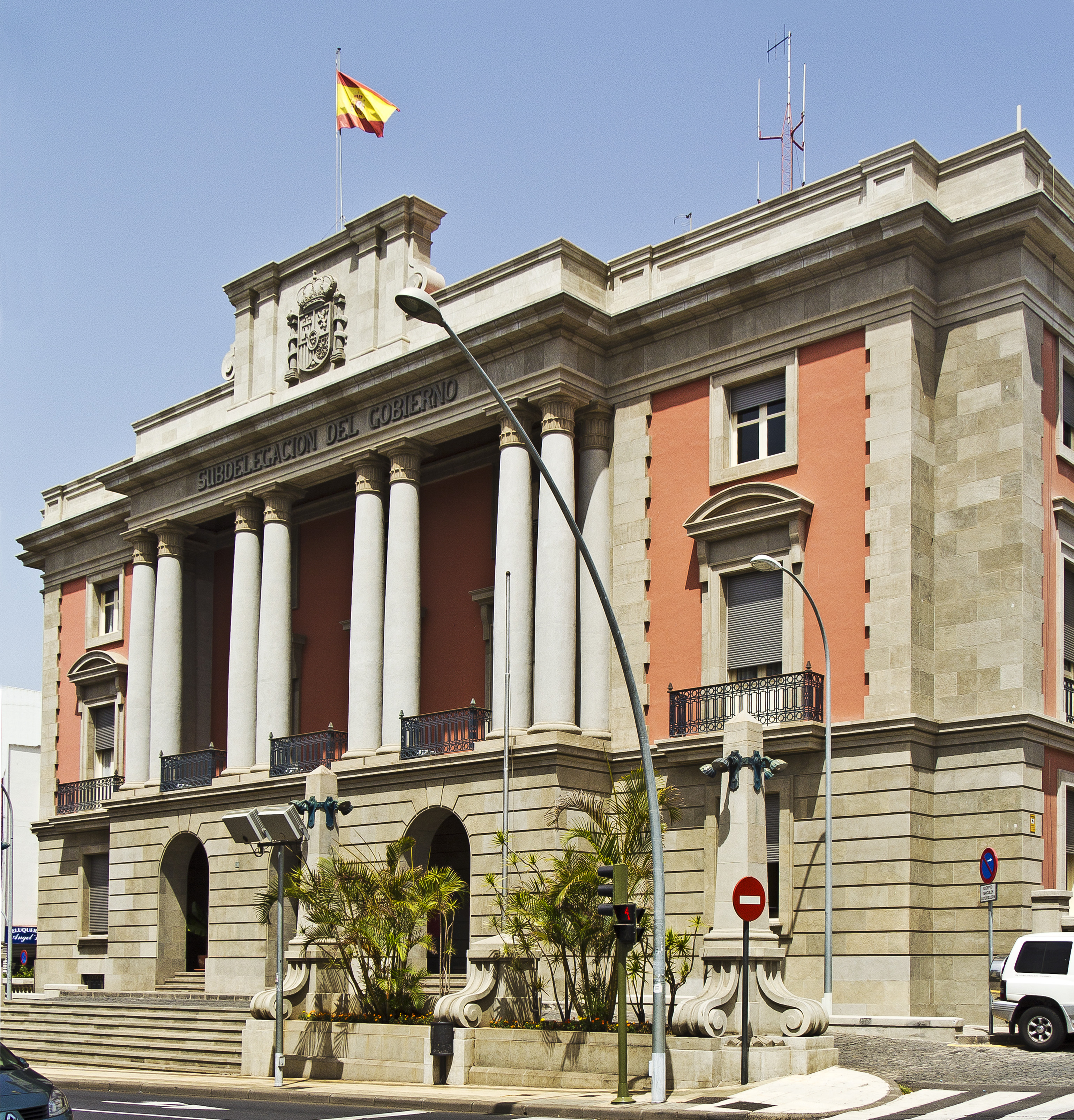
Edifici de la Subdelegació del Govern.

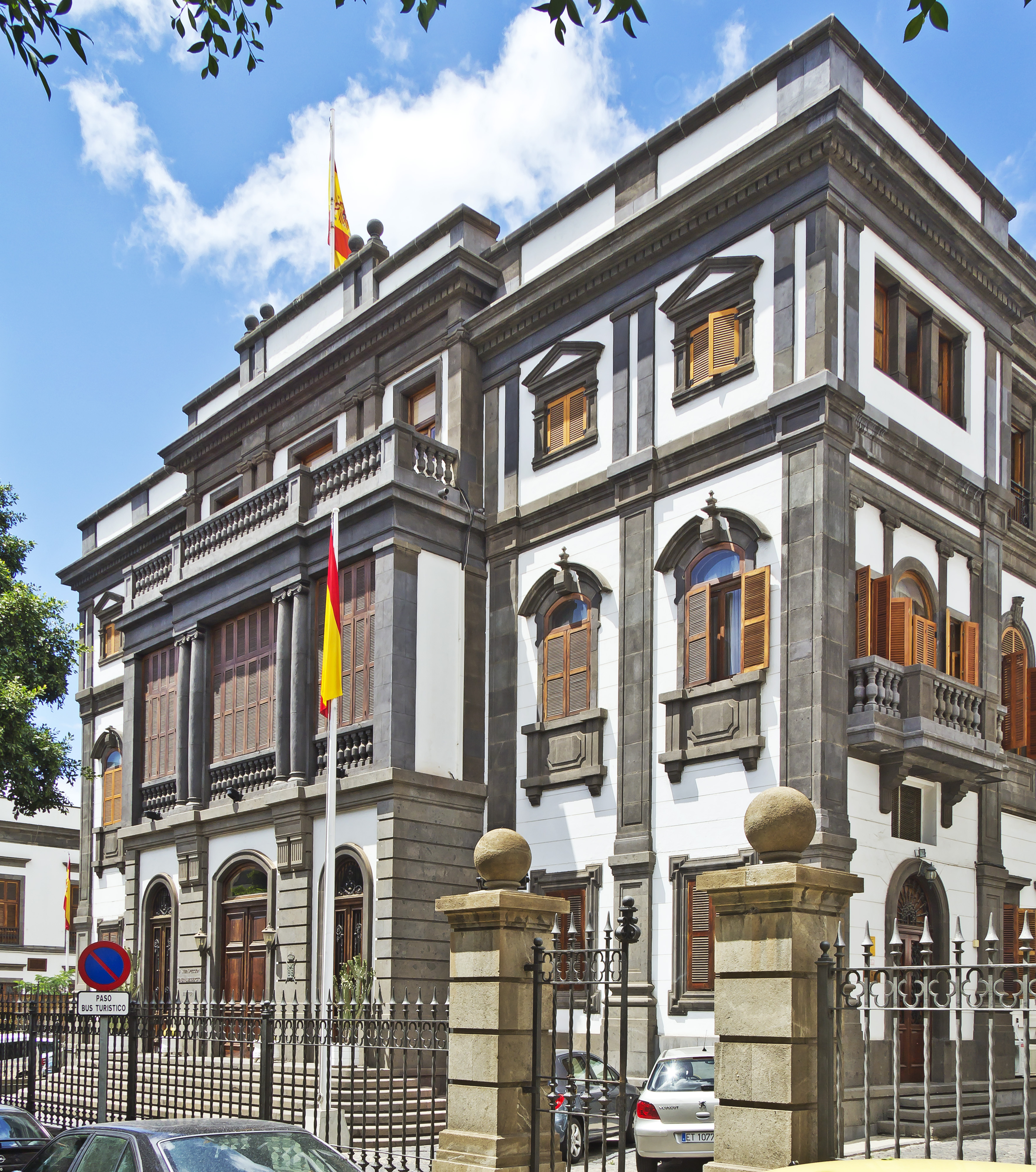
Prefectura d'Intendència. Govern Militar.

- Ajuntament de Santa Cruz de Tenerife.
- Subdelegació del Govern.
- Palau de la Capitania General de Canàries.
- Plaça del Veinticinco de Julio.
- Rambla de Santa Cruz.
- Avinguda del Veinticinco de Julio.
- Hotel Colón Rambla.***
- Església de San Jorge de Santa Cruz de Tenerife.
- Construccions del Conjunt Històric Barri de Los Hoteles-Pino de Oro:
  - Palauet Martí Dehesa.
  - Edifici Villasegura.
  - Edifici Arroyo.
  - Antiga Escola Fides.
  - Casa Foronda.
  - Casa García Morales.
  - Casa Quintero García.
  - Casa Richardson Armas.
  - Casa Méndez Arce.
  - Casa Garabote.
  - Casa Fragoso.
  - Casa Samsó.
  - Casa Pérez Alcalde.
  - Casa Armas Marrero.
  - Casa Ledesma.
  - Edifici Garabote.
  - Edifici Hermanas Gil.
  - Edifici Fernández.
  - Edifici Lecuona.
  - Edifici Juan Vidal.
  - Clínica Pompeya Edifici Roma.
  - Farmàcia Castelo.
  - Institució Villasegura.
  - Villa Paz.
  - Prefectura d'Intendencia.
  - Antic Cine Rex.
  - Banc d'Espanya.
  - Convent de Siervas de María.
  - Edificacions singulars en la Rambla de Santa Cruz i els carrers del Veinticinco de Julio, Numància, General O'Donnell, General Antequera, Viera y Clavijo, Jesús y María, Costa y Grijalba, Benavides, María Cristina, Pi y Margall, y Méndez Núñez.

## Galeria

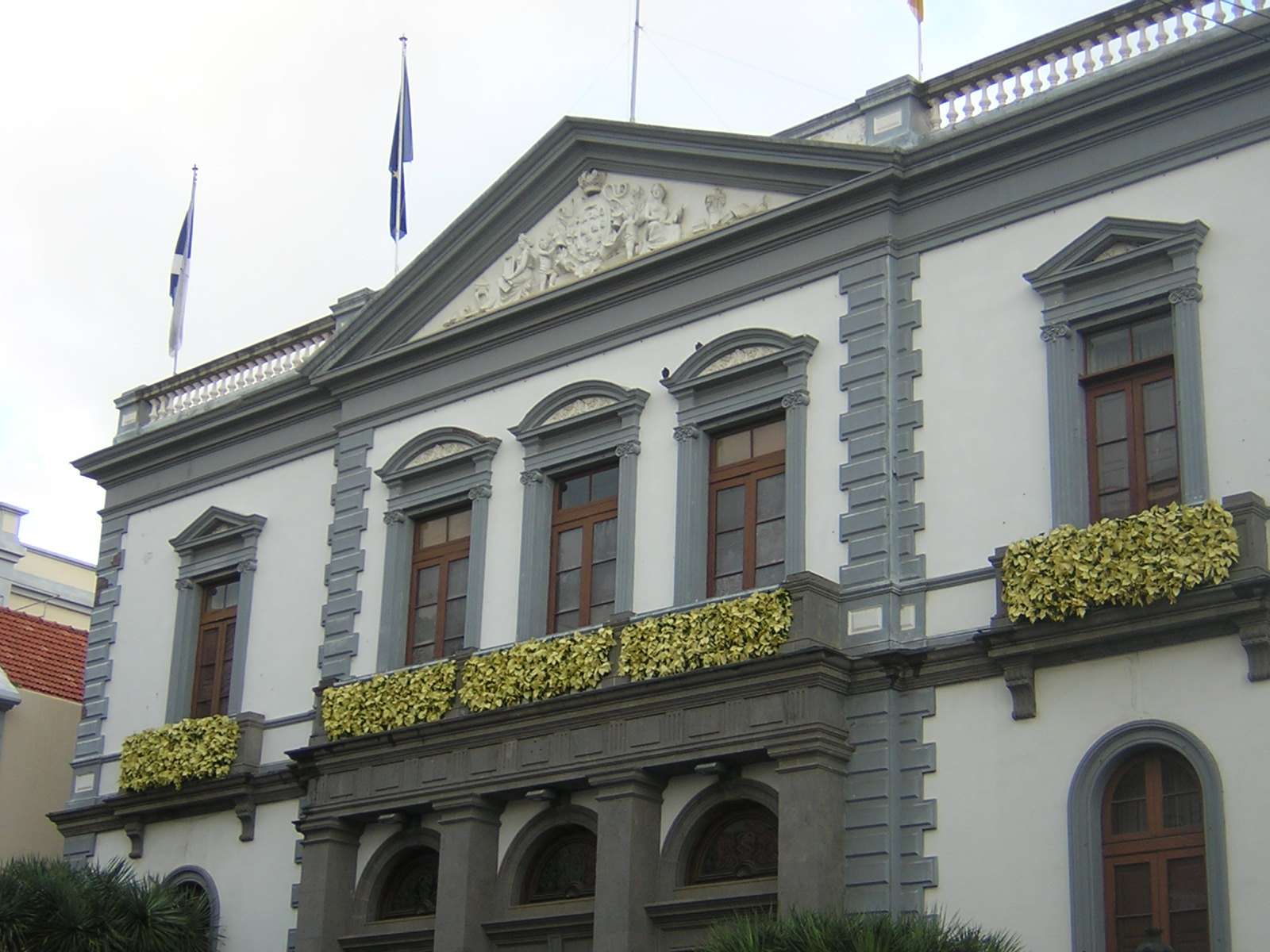
Façana de l'ajuntament de Santa Cruz de Tenerife.
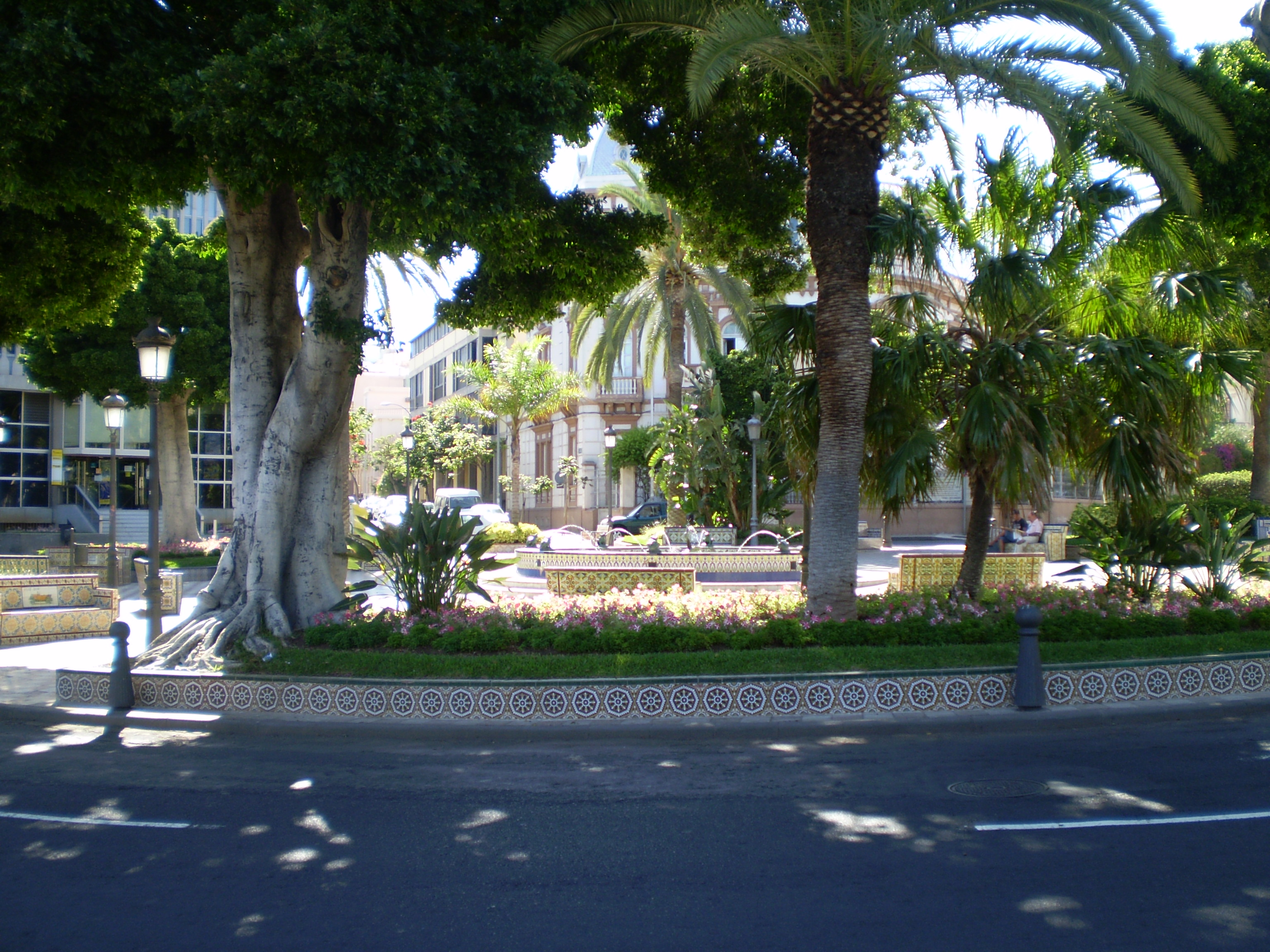
Plaça de 25 de Julio.
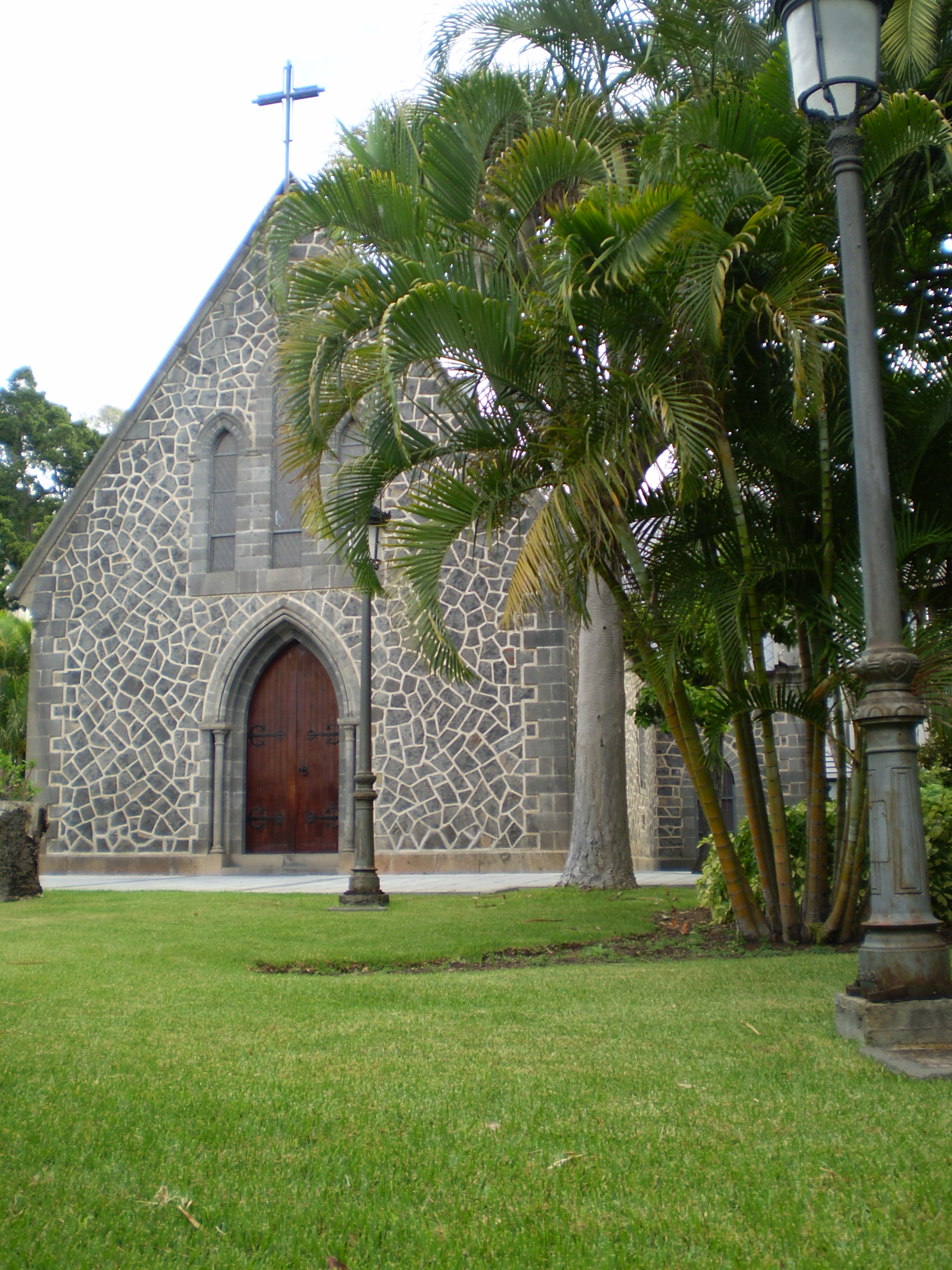
Església de San Jorge de Santa Cruz de Tenerife.
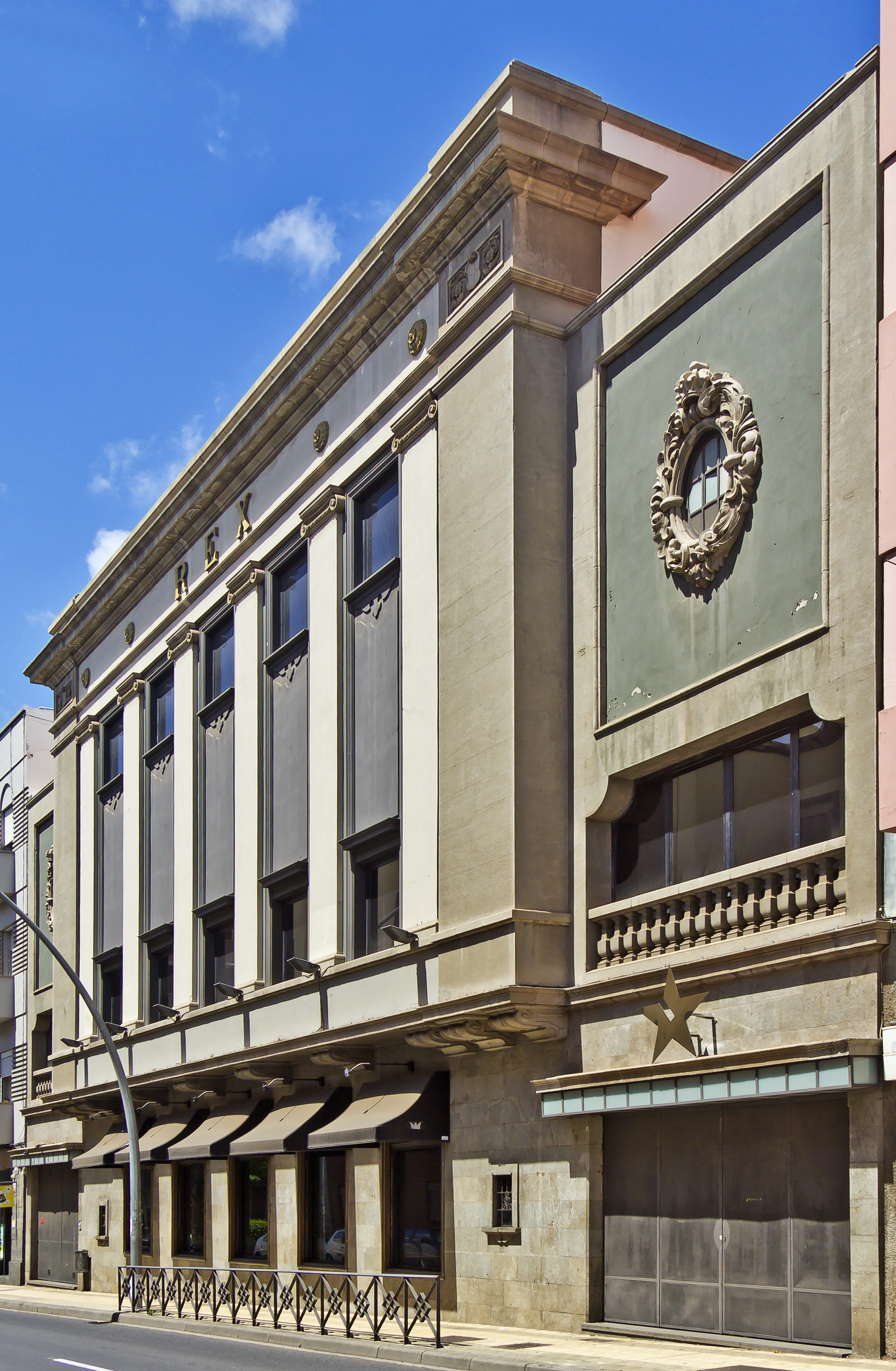
Antic Cine Rex.